# Patrice Motsepe
Patrice Tlhopane Motsepe (Pretoria, 28 de enero de 1962) es un empresario minero multimillonario sudafricano. Desde el 12 de marzo de 2021, se desempeña como presidente de la Confederación Africana de Fútbol.

## Biografía
Patrice Motsepe proviene de una familia principesca de un clan de la tribu Tswana, una de las minorías negras más grandes de Sudáfrica (el idioma Tswana es también uno de los once idiomas oficiales). Es hermano de Bridgette Radebe y Tshepo Motsepe. Nació en un Township, un barrio pobre marcado por el apartheid.
Empezó a trabajar joven, durante las vacaciones escolares, en la tienda de su padre, una spaza shop, lo que no le impidió continuar sus estudios de derecho. Esta tienda estaba ubicada en Hammanskraal, un pequeño pueblo al norte de Pretoria donde su padre, inicialmente maestro y sindicalista, había sido desterrado por criticar el apartheid. Su madre era propietaria de una red de tiendas de abarrotes y había logrado obtener la exclusividad regional para la distribución de productos de South African Breweries (SAB), una empresa cervecera sudafricana. Los padres tienen así la posibilidad de dar a sus siete hijos el beneficio de un establecimiento educativo católico privado a priori de mejor calidad que los establecimientos públicos accesibles a la población negra.
Es el fundador y presidente ejecutivo de African Rainbow Minerals, que tiene intereses en oro, metales ferrosos, metales básicos y platino. Forma parte de los directorios de varias empresas, incluido el cargo de presidente no ejecutivo de Harmony Gold, la 12.ª compañía minera de oro más grande del mundo, y el vicepresidente de Sanlam.
En 2012, Motsepe fue nombrado el hombre más rico de Sudáfrica y encabezó la Lista de ricos anual del Sunday Times con una fortuna estimada de 20 070 millones de rand (1000 millones de dólares). Casi una década después, en 2020, Forbes clasificó a Motsepe como la persona 1307 más rica del mundo, con una fortuna reportada de 2100 millones de dólares estadounidenses.